# This Town Ain't Big Enough for Both of Us
«This Town Ain't Big Enough for Both of Us» es una canción interpretada por la banda estadounidense Sparks. Escrita por Ron Mael, fue publicada como la canción de apertura de su tercer álbum de estudio Kimono My House y como el sencillo principal del álbum.

## Composición y arreglos
La canción fue compuesta en un compás de 4
4 con un tempo de 132 pulsaciones por minuto y está escrita en la tonalidad de mi mayor. Las voces van desde A4 a G♯6. «This Town Ain't Big Enough for Both of Us» ha sido descrita como una canción de pop progresivo, glam rock, y rock progresivo. Dave Thompson de AllMusic describe la canción como “una combinación despiadada de un acompañamiento valiente y el falsete de Russell [Mael] atravesado por disparos, tintineo de teclas y un riff de guitarra que te paraliza el corazón”.

## Recepción de la crítica
Un escritor no especificado de Record World le otorgó el certificado de “Hit of the Week”, y lo calificó como una “inquietante y espacial adaptación musical de la frase más utilizada del western de Hollywood”. Un escritor no especificado de Cash Box declaró: “Uno de los grupos más populares de Inglaterra debuta aquí con un trabajo interesante, con grandes armonías y sorprendentes arreglos y cambios de tempo. La producción de Muff Winwood saca lo mejor de Sparks”.

## Posicionamiento

### Gráfica semanal
| Gráfica (1974)                          | Pico de posición |
| --------------------------------------- | ---------------- |
| Alemania (Official German Charts)       | 12               |
| Australia (Kent Music Report)           | 69               |
| Bélgica (Flandes) (Ultratop 50 Singles) | 4                |
| Bélgica (Valonia) (Ultratop 50 Singles) | 3                |
| Francia (IFOP)                          | 15               |
| Países Bajos (Nederlandse Top 40)       | 5                |
| Países Bajos (Single Top 100)           | 4                |
| Reino Unido (UK Singles Chart)          | 2                |
| Suiza (Schweizer Hitparade)             | 7                |

### Gráfica de fin de año
| Gráfica (1974)                          | Pico de posición |
| --------------------------------------- | ---------------- |
| Bélgica (Flandes) (Ultratop 50 Singles) | 39               |
| Países Bajos (Nederlandse Top 40)       | 45               |
| Países Bajos (Single Top 100)           | 34               |

## Certificaciones y ventas
| País              | Certificación | Ventas  |
| ----------------- | ------------- | ------- |
| Reino Unido (BPI) | Plata         | 200,000 |